# ISD Continental Team/Saison 2015
Dieser Artikel listet Erfolge und Fahrer des Radsportteams ISD Continental Team in der Saison 2015 auf.

## Erfolge in der UCI Europe Tour
| Datum    | Rennen                             | Kat. | Sieger         |
| -------- | ---------------------------------- | ---- | -------------- |
| 16. Juli | 1. Etappe Portugal-Rundfahrt (U23) | 2.2U | Illja Klepikow |

## Abgänge – Zugänge
| Zugänge         | Team 2014          | Abgänge           | Team 2015             |
| --------------- | ------------------ | ----------------- | --------------------- |
| Tymur Malejew   | Neoprofi           | Witalij Popkow    | Team Lvshan Landscape |
| Dmytryj Krywzow | Kolss Cycling Team | Denys Karnulin    | Unbekannt             |
| Rinat Udod      | Neoprofi           | Jurij Agarkow     | Team Lvshan Landscape |
|                 |                    | Olexandr Scheydyk | Unbekannt             |
|                 |                    | Anton Stortschus  | Unbekannt             |

## Mannschaft
| Name                | Geburtstag         | Nationalität |
| ------------------- | ------------------ | ------------ |
| Anatolij Budjak     | 29. September 1995 | Ukraine      |
| Wladymyr Dschjus    | 23. Juni 1993      | Ukraine      |
| Illja Klepikow      | 2. Februar 1994    | Ukraine      |
| Dmytryj Krywzow     | 4. März 1985       | Ukraine      |
| Tymur Malejew       | 16. Februar 1996   | Ukraine      |
| Anatolij Pachtussow | 17. April 1985     | Ukraine      |
| Rinat Udod          | 8. Februar 1996    | Ukraine      |
| Maxym Wassiljew     | 14. April 1990     | Ukraine      |